# Ducado de Oldemburgo
Oldemburgo (en alemán: Oldenburg; en bajo alemán: Ollnborg) era un Estado histórico germánico, que tomó su nombre de su capital, Oldemburgo. Existió desde 1180 hasta 1918, primero como Condado, luego como Ducado y más tarde como Gran Ducado. Geográficamente situado cerca de la desembocadura del río Weser, actualmente en el estado federado de Baja Sajonia. Miembros de la Casa de Oldemburgo han reinado en otros Estados europeos, como Dinamarca y Rusia.

## Historia
Oldemburgo existió en el Sacro Imperio Romano Germánico, en primer lugar como un condado desde 1180 hasta 1774 y posteriormente en calidad de ducado desde 1774.

### Edad Media
El primer gobernante fue Elimar I de Oldemburgo (m. 1108), del cual se cita en documento de 1108 como: "el poderoso conde de frontera terrestre entre Sajonia y el friso". Antepasados de Elimar aparecen como vasallos, algunos de los cuales a veces son reportados como rebeldes del Duque de Sajonia. Pero en 1180 los soberanos de Oldemburgo alcanzan la dignidad de príncipes imperiales, luego que el emperador Federico I desmembrara el ducado de Sajonia. En ese momento el condado de Delmenhorst formaba parte de los dominios de Oldemburgo, aunque en varias ocasiones se encontró separado de Oldemburgo, pero desde principios del siglo XVII es una parte integral del territorio del Ducado.
Durante la primera mitad del siglo XIII, la Casa de Oldemburgo mantuvo una serie de guerras para impedir la invasión de la Casa de Frisia, ubicada al norte y al oeste, y que a su vez dificultaba los objetivos expansionistas de Oldemburgo, pero finalmente las victorias de los príncipes de Oldemburgo se traducen en una gradual expansión de su territorio; por la misma razón, los Condes de Oldemburgo se enfrentaron con frecuencia con la ciudad de Bremen y el Obispado de Münster.
En 1448, el sucesor del conde Teodorico (m. 1440) (llamado el Afortunado), su hijo Cristian, se convirtió en Rey de Dinamarca con el nombre de Cristián I, en parte gracias a su ascendencia por vía materna de los anteriores reyes daneses. Aunque el condado no se convirtió por esta razón en una posesión danesa. El control de la zona se le dio a su hermano, quien estableció un breve período de tiranía. En 1450 se convirtió en rey de Noruega y en 1457 en Rey de Suecia. En 1460 heredó el Ducado de Schleswig y el Condado de Holstein, un evento de gran importancia para la futura historia de Oldemburgo. 
En 1454 es entregado el gobierno de Oldemburgo a su hermano Gerardo (nacido alrededor de 1430), quien se caracterizó por ser un príncipe belicoso, que estaba constantemente en guerra con el arzobispo de Bremen y otros Estados vecinos. En 1483 Gerardo se vio obligado a abdicar en favor de su hijo, y murió durante una peregrinación a España.

### sigloXVIalXVIII
En la primera mitad del siglo XVI, Oldemburgo fue nuevamente ampliada con la adición de las tierras de Frisia. El protestantismo fue introducido durante el gobierno de Antonio I (1505-1573), quien también suprimió los monasterios. Sin embargo, se mantuvo leal a Carlos V durante la Guerra de la Liga de Esmalcalda, obteniendo nuevos territorios, como Delmenhorst en 1547. Uno de los hermanos de Antonio I, el conde Cristóbal de Oldemburgo (alrededor de 1506-1560), ganó fama como un gran soldado.
El nieto de Antonio, Antonio Gunter (1583-1667), quien lo sucedió en 1603, fue considerado como el más sabio príncipe que había gobernado Oldemburgo-Delmenhorst. En 1607 erigió un castillo renacentista. Además de Jever, adquirido antes de su ascenso al trono, en 1624 añadió el señorío de Kniphausen (actual Wilhelmshaven) y Varel a sus dominios, a los que en 1647 Delmenhorst se unió finalmente. Por su neutralidad durante la guerra de los Treinta Años y la donación de valiosos caballos al imperial conde de Tilly, Antonio Gunter aseguraba la protección de sus Estados frente a la devastación causada por la invasión francesa y los cambios en la frontera alemana con Francia. También obtuvo el permiso del Emperador para el tráfico comercial y la imposición de peajes a los buques y la navegación en el río Weser; una subvención lucrativa que pronto se convierte en una adición importante a sus recursos. Después de la muerte de Antonio en 1667, el ducado nuevamente cae bajo el dominio danés, el cual termina en 1773. 

### sigloXIX-XX
| Oldemburgo 1866-1937 (izquierda). Enclaves de Lübeck y Birkenfeld (derecha). |

En 1803 Oldemburgo se convierte en Ducado y adquiere los obispados-principados del noreste de Münster (Oldenburg-Münsterland) y Lübeck. De 1810-1813 Oldemburgo es anexado al Imperio francés, siendo esta una de las causas de la ruptura diplomática entre los antiguos aliados Francia y Rusia, iniciando un conflicto que llevará a la invasión de Rusia en 1812, la Guerra de la Sexta Coalición y, finalmente, a la caída de Napoleón en 1815. Oldemburgo adquirió el Principado de Birkenfeld el 16 de abril de 1817 y se erigió en el Gran Ducado de Oldemburgo. 
En 1853 vendió terreno al Reino de Prusia, para que esta pudiera construir un puerto en el Mar del Norte. Este se llamaría Wilhelmshaven. 
En 1871 se adhirió al Imperio alemán y en 1918 se convirtió en un Estado Libre dentro de la República de Weimar. En 1937, perdió los distritos de Eutin, enclave en la costa del mar Báltico, cerca de Birkenfeld en beneficio de Prusia, aunque recibe de parte de esta como contraprestación la ciudad de Wilhelmshaven, pero fue sólo una formalidad, ya que el régimen de Hitler había suprimido de facto los estados federados en 1934. Al comienzo de la Segunda Guerra Mundial en 1939, como resultado de estos cambios territoriales, Oldemburgo tenía una superficie de 5.375 km² y 580 000 habitantes. 
Después de la Segunda Guerra Mundial, Oldemburgo se fusionó con el recién fundado estado federado de Baja Sajonia, el cual a su vez se convirtió en parte de la Alemania Occidental.

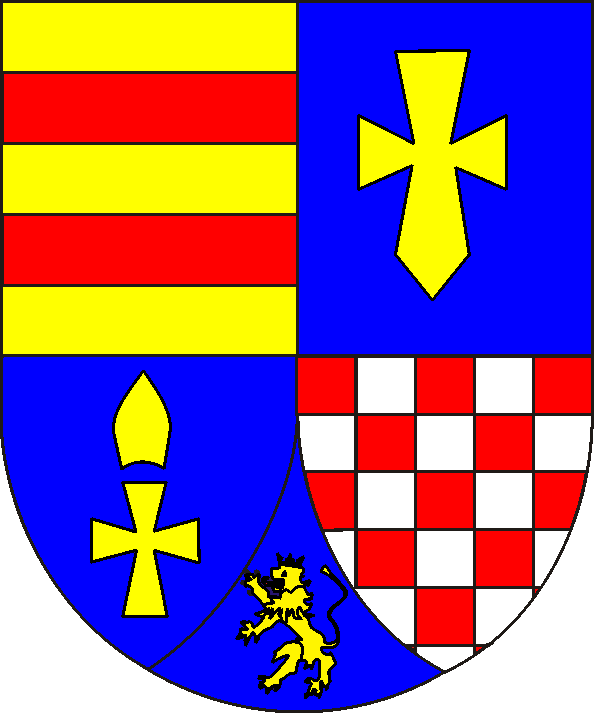
Ducado de Oldemburgo (1829)
Principado de Lübeck (1829)
Principado de Birkenfeld (1829)
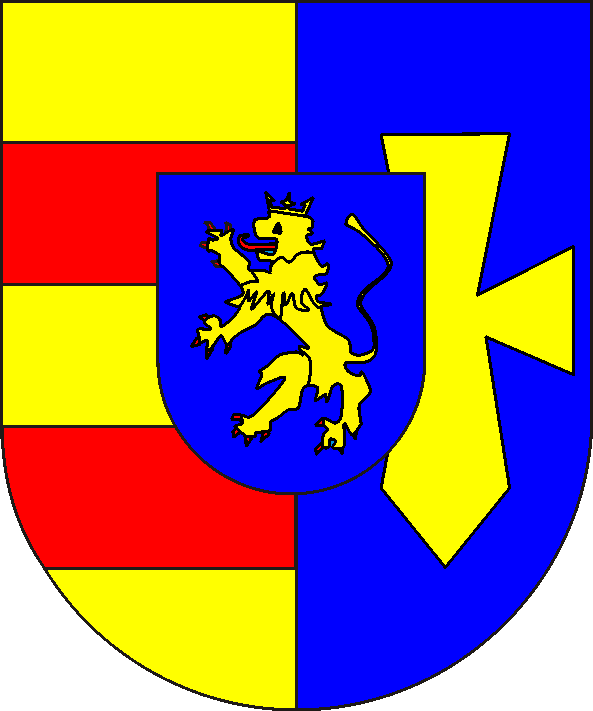
Jever (1829)
Estado de Oldemburgo (1918)

## Duques de Oldemburgo
- 1774-1785 Federico Augusto I

Bandera del Gran Ducado de Oldemburgo (Modificación realizada a la bandera en 1871).

- 1785-1810 Guillermo de Holstein-Oldemburgo

A Francia desde 1810 al 1813
- 1813-1823 Guillermo de Holstein-Oldemburgo (formalmente Gran Duque desde 1815)
- 1823-1829 Pedro I

## Grandes Duques de Oldemburgo

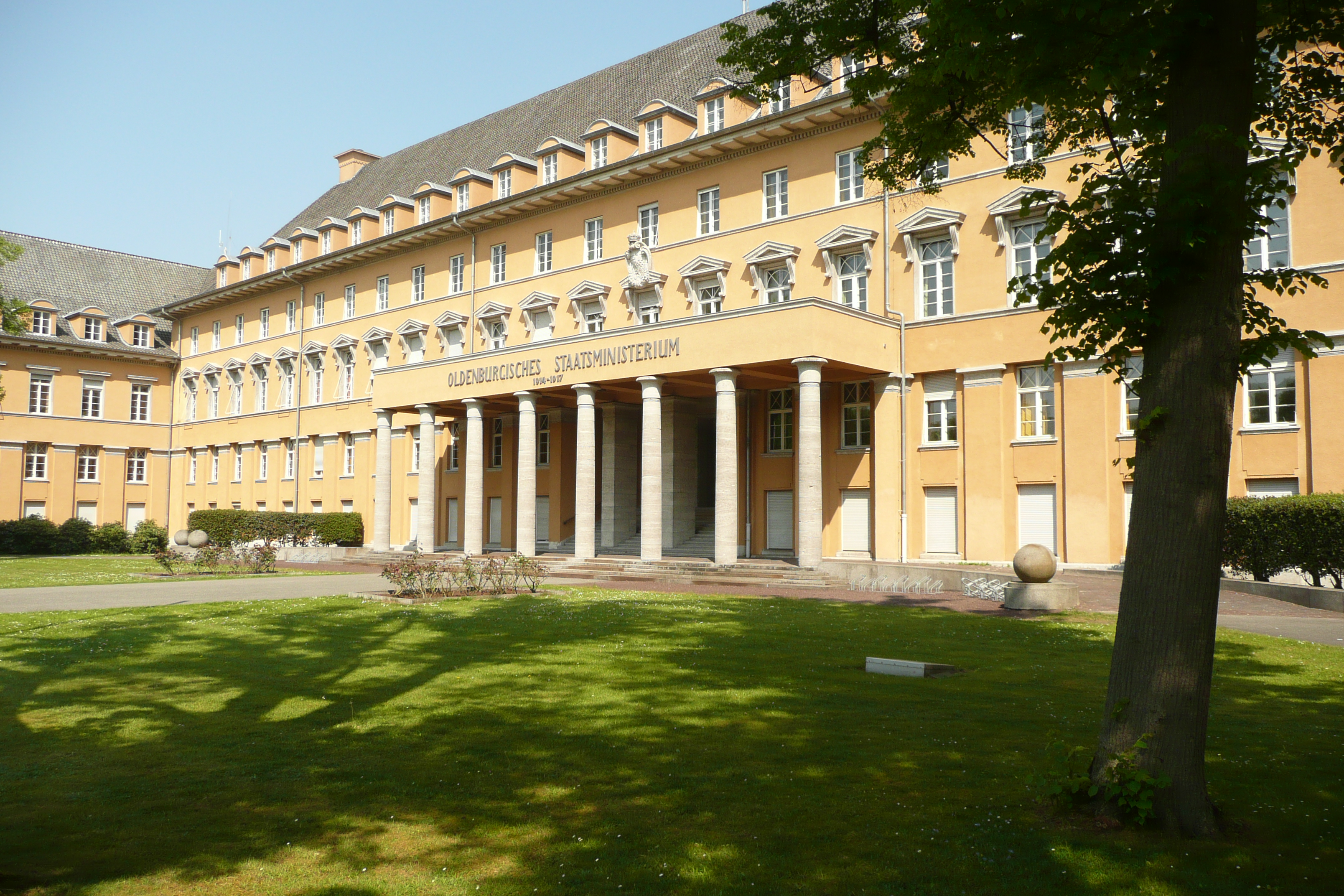
Sede del Ministerio de Estado de Oldemburgo, 1946 a 2004 (Sede del presidente del Gobierno).

- 1829-1853 Augusto I
- 1853-1900 Pedro II
- 1900-1918 Federico Augusto II

## Jefes de la Casa Gran Ducal de Oldemburgo desde 1918 (no regente)
- 1918-1931 Federico Augusto II
- 1931-1970 Nicolás
- 1970-2014 Antonio Gunter
- 2014-presente Cristián Nicolás

## Ministros de Estado del Gran Ducado de Oldemburgo
Actuaban con las facultades de jefe de Gobierno, siendo nombrados y destituidos por el Gran Duque; además era el presidente de los demás ministerios. Ejecutaba directamente la administración de Oldemburgo y las administraciones locales de los dos principados que formaban parte del Gran Ducado.

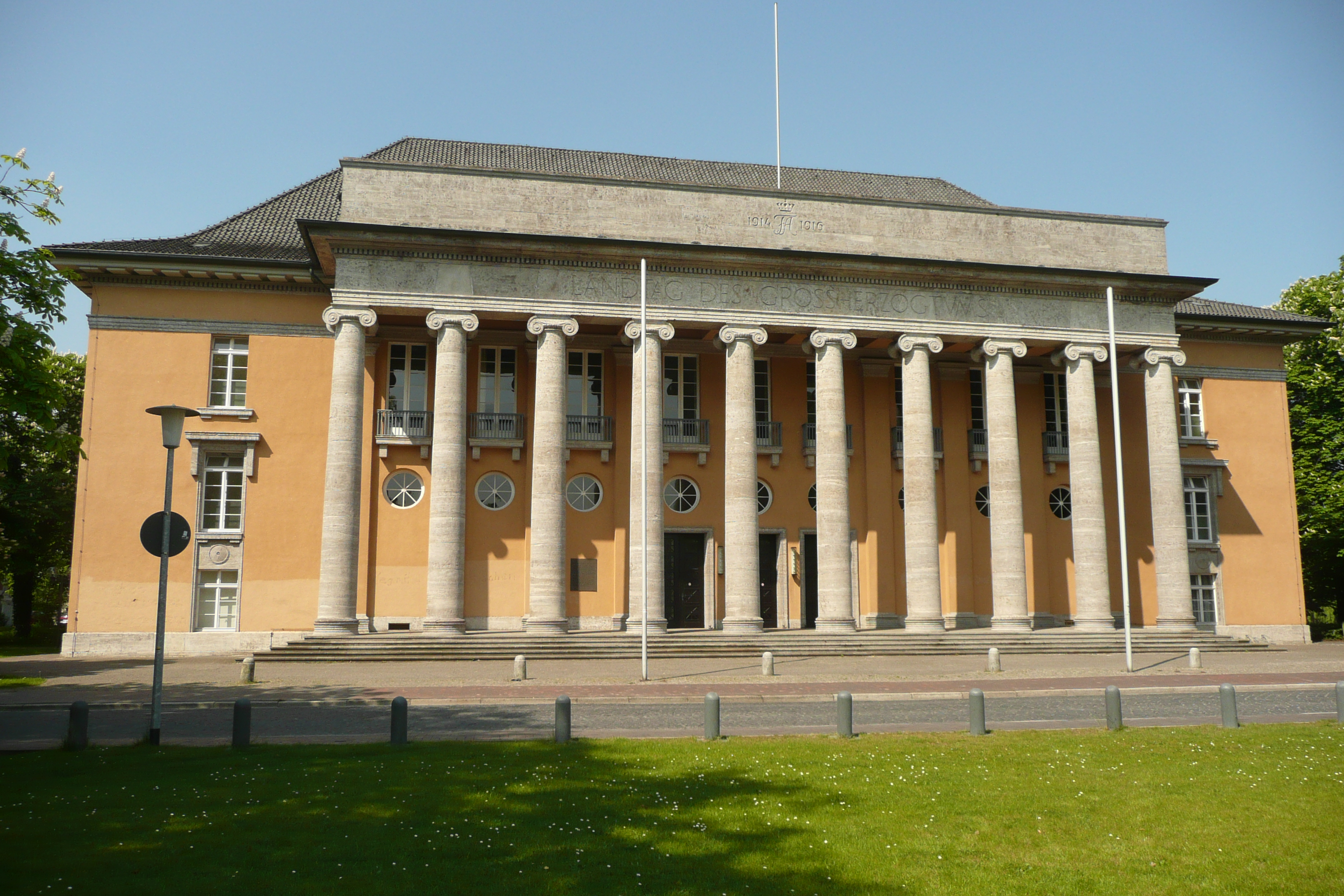
Parlamento de Oldemburgo

| Nombre                                                       | Fecha de inicio y terminación de su gestión   |
| ------------------------------------------------------------ | --------------------------------------------- |
| Carlos Luis Federico José Barón von Brandenstein (1760-1847) | 12 de octubre de 1814 - 30 de junio de 1842   |
| Gunter Enrique Barón von Berg (1765-1843)                    | 1 de julio de 1842 - 9 de septiembre de 1843  |
| Guillermo Ernesto Barón von Beaulieu-Marconnay (1786-1859)   | 9 de septiembre de 1843 - 1 de agosto de 1848 |
| Juan Enrique Jacob Schloifer (1790-1867)                     | 01.08.1848 13.08.1849                         |
| Christian Diedrich von Buttel (1801-1878)                    | 13.08.1849 - 01.05.1851                       |
| Pedro Federico Luis Barón von Rössing (1805-1874)            | 01.05.1851 - 23.06.1874                       |
| Carlos Enrique Ernesto von Berg (1810-1894)                  | 23.06.1874 - 01.10.1876                       |
| Federico Andrés Ruhstrat (1818-1896)                         | 01.10.1876 - 14.03.1890                       |
| Gerardo Federico Gunter Jansen (1831-1914)                   | 14.03.1890 - 19.08.1900                       |
| Guillermo Federico Willich (1846-1917)                       | 19.08.1900 - 17.08.1908                       |
| Federico Julio Enrique Ruhstrat (1854-1916)                  | 17.08.1908 - 03.01.1916                       |
| Francisco Federico Pablo Ruhstrat (1859-1935)                | 03.01.1916 - 06.11.1918                       |